# Pedro Martínez
Pedro Jaime Martínez, född den 25 oktober 1971 i Manoguayabo (en förort till Santo Domingo), är en dominikansk-amerikansk före detta professionell basebollspelare som spelade 18 säsonger i Major League Baseball (MLB) 1992–2009. Martínez var högerhänt pitcher. Han arbetar för närvarande som special assistant till Boston Red Sox sportchef och för TV-bolagen TBS och MLB Network.

## Karriär

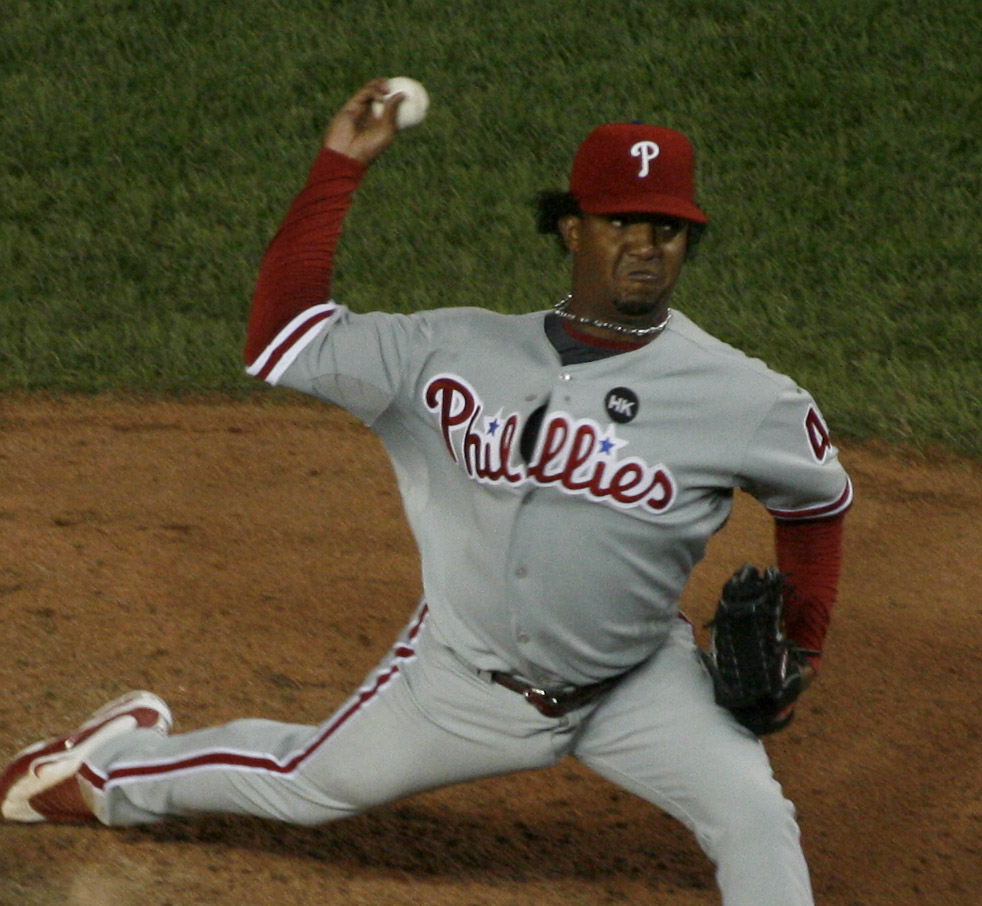
Martínez i Philadelphia Phillies dräkt 2009.

Martínez var en av de mest framgångsrika och kända spelarna i MLB under 1990- och 2000-talen. Han hade sin storhetstid i slutet av 1990-talet och början av 2000-talet. Han vann tre Cy Young Awards, priset till ligans bästa pitcher, och en World Series med Boston Red Sox 2004. Han blev uttagen till MLB:s all star-match åtta gånger. 2015 blev han invald i National Baseball Hall of Fame på första försöket.
Martínez har näst flest strikeouts per 9 innings pitched (IP) i MLB:s historia (10,04), tredje bäst vinstprocent (68,7 %), tredje flest strikeouts per walk (4,15), fjärde lägst WHIP (1,05) och sjätte lägst antal hits per 9 IP (7,07) bland pitchers med minst 2 000 IP. Vidare är han en av bara en handfull pitchers i MLB som har minst 3 000 strikeouts under karriären.
1995 var Martínez mycket nära att lyckas med varje pitchers dröm – en perfect game. Han brände alla de 27 första slagmännen han mötte, men eftersom hans eget lag inte heller gjort poäng, ställningen var alltså 0–0 efter nio inningar, gick matchen till förlängning. I tionde inningen tillät han en hit och blev därefter utbytt. Trots att han kastade nio "perfekta" inningar räknas detta inte officiellt som en perfect game.
Hans bästa säsong rent statistiskt var 2000, då han var 18–6 (18 vinster och sex förluster) med en earned run average (ERA) på 1,74 samtidigt som han satte MLB-rekord i kategorierna WHIP (0,74), slaggenomsnitt mot (0,167) och on-base % mot (0,213).
Martínez var 2004 med och vann World Series med Red Sox, som dessförinnan inte vunnit titeln sedan 1918. Därefter blev han free agent och när förhandlingarna med Red Sox gick trögt och New York Mets var villiga att erbjuda ett längre kontrakt valde han att skriva på för Mets.
Efter att säsongen 2006 ha drabbats av flera skador, varav den allvarligaste var en axelskada som ledde till operation, genomgick Martínez elva månaders rehabilitering vid Mets träningsanläggning i Florida. I sin första match som startande pitcher för Mets efter skadan, den 3 september 2007, vann han mot Cincinnati Reds och nådde milstolpen 3 000 strikeouts som den 15:e pitchern genom tiderna i MLB. Martínez spelade endast ett fåtal matcher för Mets säsongen efter och erbjöds inget nytt kontrakt.
Efter att ha stått utanför MLB de första månaderna säsongen 2009 skrev Martínez kontrakt med Philadelphia Phillies. Säsongerna 2010 och 2011 spelade han inte alls, och han uppgav under 2011 att han övervägde att sluta. I december samma år sade han att han hade bestämt sig för att avsluta karriären.

## Efter karriären
I januari 2013 påbörjade Martínez en ny karriär när han fick jobbet som special assistant till Boston Red Sox sportchef. Hans roll var att utvärdera, stötta och instruera unga spelare under både försäsongsträningen och den ordinarie säsongen. Under slutspelet samma säsong debuterade han även som programledare i TV för kanalen TBS. 2015 anställdes han dessutom som expertkommentator av MLB:s egen kanal MLB Network.
2015 valdes Martínez in i National Baseball Hall of Fame med 91,1 % av rösterna. Det krävs 75 % för att bli invald. 2015 var första gången som det gick att rösta på Martínez. Martínez blev den andra dominikanska spelaren att bli invald, efter Juan Marichal (1983). Samma år pensionerade Red Sox hans tröjnummer 45.